# Babe Stapp
Elbert „Babe” Stapp (ur. 26 lutego 1904 w San Antonio, zm. 17 września 1980 w Indianapolis) – amerykański kierowca wyścigowy.

## Kariera
Startował głównie w Stanach Zjednoczonych w mistrzostwach AAA Championship Car oraz towarzyszącym mistrzostwom słynnym wyścigu Indianapolis 500, będącym w latach 1923–1930 jednym z wyścigów Grandes Épreuves. W pierwszym sezonie startów, w 1927 roku trzykrotnie stawał na podium, w tym raz na jego najwyższym stopniu. Z dorobkiem 508 punktów został sklasyfikowany na siódmej pozycji w klasyfikacji generalnej. Rok później był piętnasty. Kolejne punkty zdobył w sezonie 1934, kiedy uzbierane 185,5 punktu dało mu jedenaste miejsce w końcowej klasyfikacji kierowców, kolejny sezon ukończył na osiemnastej pozycji. W 1939 roku uplasował się na piątej pozycji w wyścigu Indianapolis 500, a w mistrzostwach AAA odniósł jedno zwycięstwo. Zakończył sezon na piątym miejscu.